# Kawashima Yoshiyuki
Kawashima Yoshiyuki (川島 義之 Xuyên Đảo Nghĩa Chi), (sinh ngày 25 tháng 5 năm 1878 mất ngày 8 tháng 9 năm 1945), là một vị tướng của Đế quốc Nhật Bản, giữ chức bộ trưởng Bộ Lục quân (Nhật Bản) trong những năm 1930.

## Tiểu sử
Kawashima sinh ra ở tỉnh Ehime. Ông tốt nghiệp khóa 10 Trường Sĩ quan Lục quân năm 1898, Araki Sadao là bạn học cùng trường với ông. Năm 1908, tốt nghiệp hạng ưu khóa 20 Trường Đại học Lục quân. Từ năm 1910- 1913, ông là tùy viên quân sự ở Đức.
Trong khi làm việc tại phòng lập chiến lược và kế hoạch ở Bộ Tổng Tham mưu Lục quân Đế quốc Nhật Bản, ông là trưởng phòng nhân sự, sau đó, ông nhận chỉ huy Lữ đoàn Cận vệ Bộ binh 1.
Năm 1923, ông lên chức thiếu tướng
Năm 1927, ông lên chức trung tướng. Sau đó, ông chỉ huy Sư đoàn 19 và sư đoàn 3.
Năm 1932, ông được bổ nhiệm làm Tổng thanh tra đào tạo quân sự.
Từ năm 1932- 1934, ông chỉ huy Triều Tiên quân đóng tại Hàn Quốc và là thành viên của Hội đồng chiến tranh tối cao. Cùng năm, ông nhận chức Đại tướng.
Năm 1935, ông trở thành bộ trưởng Bộ lục quân, nhưng bị buộc nghỉ hưu khi sự kiện Ngày 26 tháng 2 xảy ra vào năm 1936.
Kawashima đã chết ngay sau khi kết thúc chiến tranh thế giới thứ 2 vào ngày 8 tháng 9 năm 1945.

### Sách
- Harries, Meirion (1994). Soldiers of the Sun: The Rise and Fall of the Imperial Japanese Army. Random House. ISBN 0-679-75303-6.
- Shillony, Ben Ami (2001). Revolt in Japan;: The young officers and the ngày 26 tháng 2 năm 1936 incident. Princeton University Press. ISBN 0691075484.